# Jatiserang
Jatiserang is een bestuurslaag in het regentschap Majalengka van de provincie West-Java, Indonesië. Jatiserang telt 3343 inwoners (volkstelling 2010).